# Zambo
A zambo vagy zambó rasszot érintő, olyan emberre vonatkozó kifejezés, akinek az egyik őse vagy szülője fekete, a másik indián (amerikai bennszülött). Brazíliában cafuzo [kɐˈfuzu], Mexikóban lobo, Honduras, Nicaragua, Guatemala keleti partvidékén és Belizében garífuna néven nevezik őket.

## Történelem
Az amerikai kontinensen a gyarmatosítás egyik öröksége a meszticizálódás. Az európaiak, az őslakos indiánok és a behurcolt afrikai feketék egymással való keveredése három nagy kevert rasszcsoportot hozott létre: 
- a meszticek (fehér-indián),
- a mulattok (fehér-fekete)
- a zambók (fekete-indián) csoportja.

## Elterjedtségük
A legtöbb zambó Kolumbiában, Venezuelában, Ecuadorban és Északnyugat-Brazíliában él. Kisebb arányban élnek még az amerikai kontinens többi államában is.

## Fordítás
- Ez a szócikk részben vagy egészben  a   Zambo (casta) című spanyol Wikipédia-szócikk fordításán alapul.  Az eredeti cikk szerkesztőit annak laptörténete sorolja fel. Ez a jelzés csupán a megfogalmazás eredetét és a szerzői jogokat jelzi, nem szolgál a cikkben szereplő információk forrásmegjelöléseként.